# Genévrier d'Afrique
Juniperus procera
Espèce
Classification phylogénétique
Statut de conservation UICN

 LC  : Préoccupation mineure

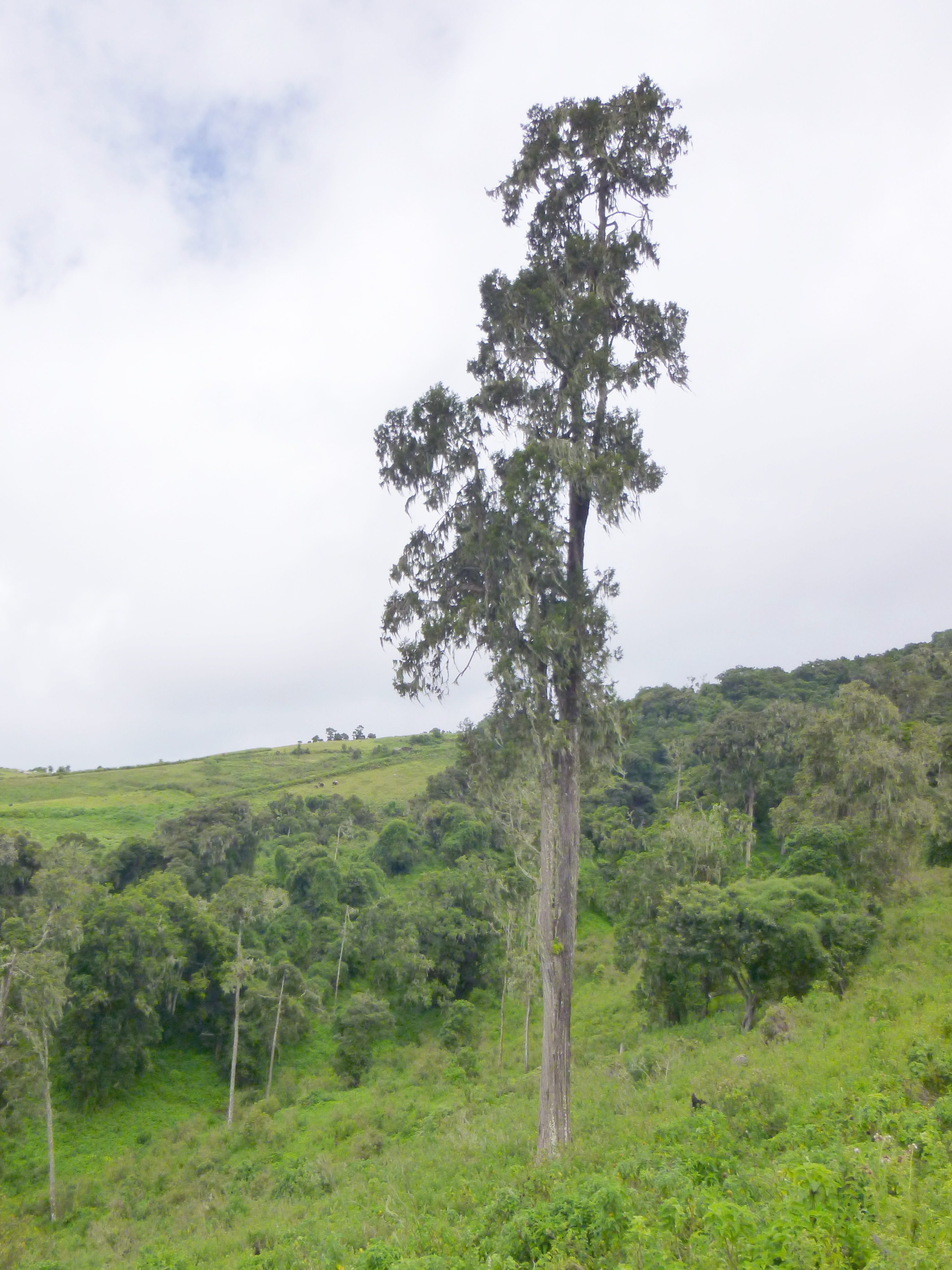
Genévrier d'Afrique en Tanzanie, à la frontière nord-est.

Le Genévrier d'Afrique (Juniperus procera) est une espèce de plantes à fleurs du genre Juniperus et de la famille des Cupressaceae. C'est un arbre originaire de zones de montagneuse en Afrique et la péninsule arabique. C’est un arbre caractéristique de la flore de l’afro-montagnarde.

## Description
Juniperus procera est un arbre de taille moyenne atteignant 20-25 m (rarement 40 m) de haut, avec un tronc supérieur à 1,5 à 2 m de diamètre et largement conique arrondis ou Couronne irrégulière. Les feuilles sont de deux formes, feuilles juvénile aciculaires de 8 à 15 mm de long sur les plants et échelle-feuilles adultes 0,5 à 3 mm de long sur les plantes plus âgées, disposées en paires décussées ou en verticilles de trois. C’est en grande partie dioïque avec des plantes mâles et femelles séparés, mais certains individus produisent les deux sexes. Les cônes sont comme des baies, 4 – 8 mm de diamètre, bleu-noir avec une pruine cireuse blanchâtre et contiennent de 2 à 5 graines ; ils murissent durant 12 à 18 mois. Les cônes mâles sont de 3 à 5 mm de long et libèrent leur pollen au début du printemps.

## Répartition
Juniperus procera est originaire de la péninsule arabique (en Arabie saoudite et Yémen) et en Afrique du nord-est, orientale, Centre-Ouest et sud tropical (en République démocratique du Congo, la République du Congo ; Djibouti ; L’Érythrée ; L’Éthiopie ; Kenya ; Malawi ; Mozambique ; La Somalie ; Soudan ; La Tanzanie ; L’Ouganda ; Zambie ; et Zimbabwe).

## Liens externes

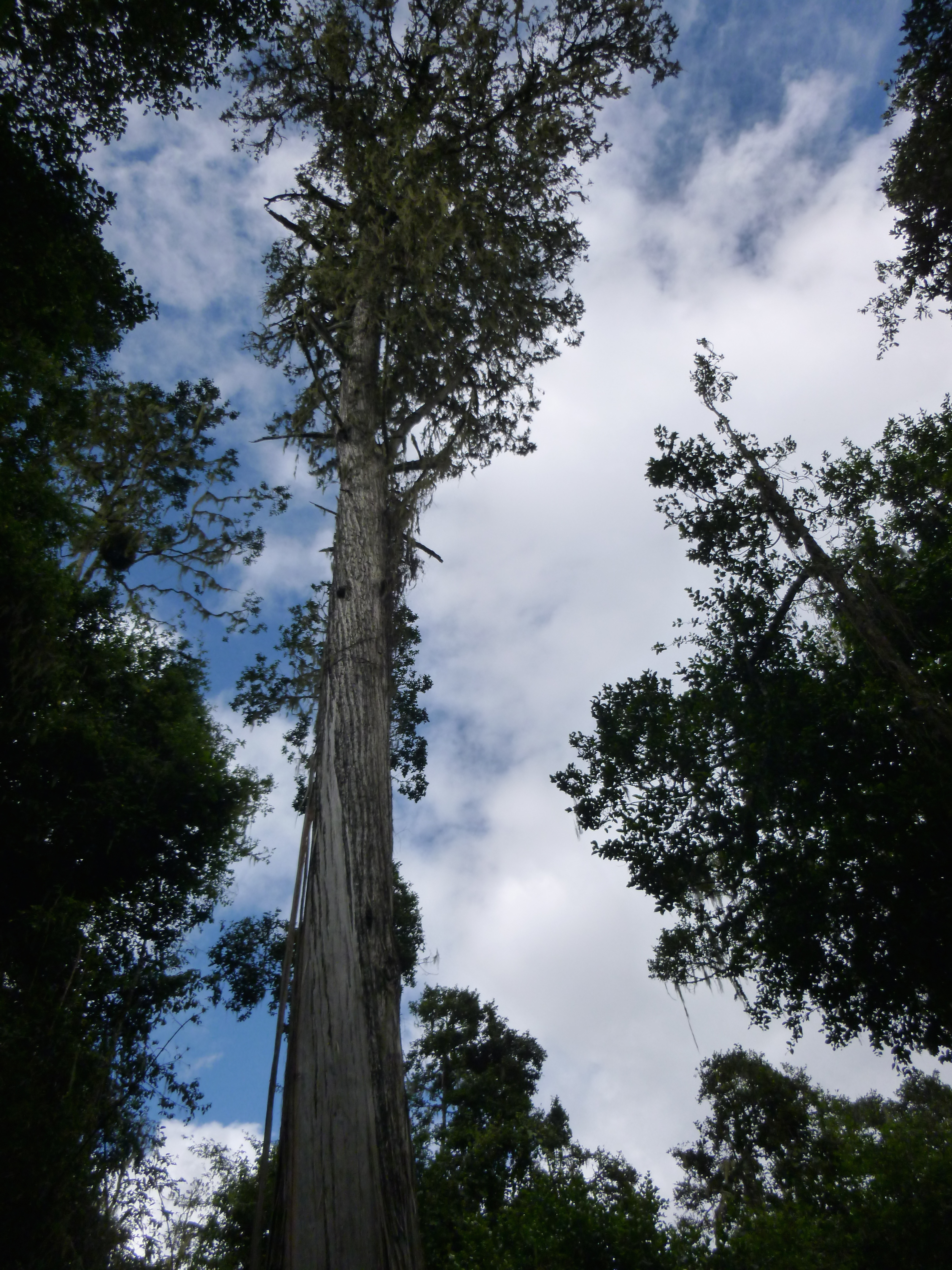
en Tanzanie, frontière nord-est

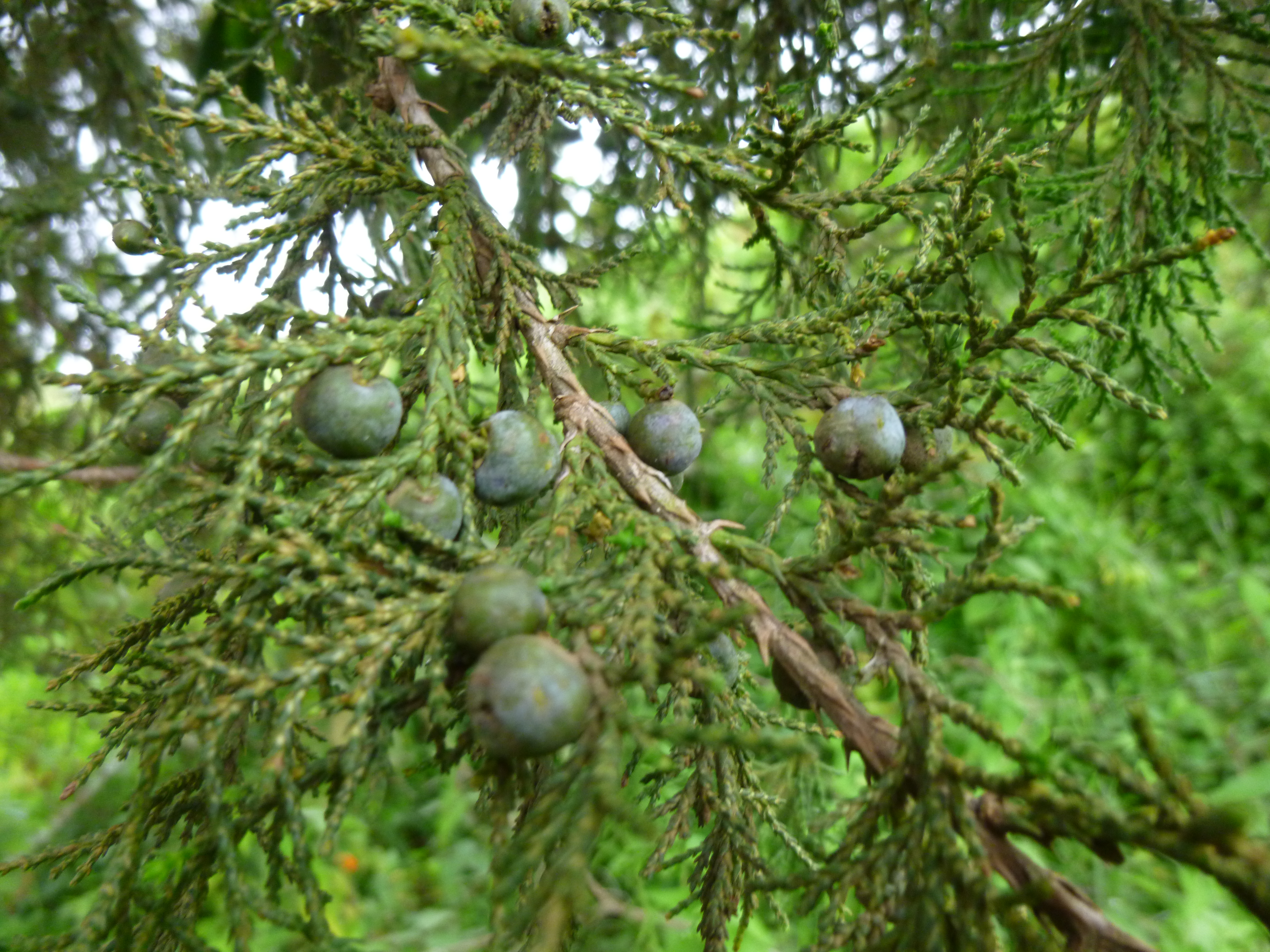
des cônes d'un Genévrier d'Afrique.